# Excelsior Athlétique Club
L'Excelsior Athlétique Club és un club haitià de futbol de la ciutat de Port-au-Prince. El darrer cop que jugà a primera divisió fou el 2002.

## Palmarès
- Coupe Vincent: [3]
  - 1942, 1950

- Campionat de Port-au-Prince de futbol: [3]
  - 1942, 1948, 1950, 1951